# Coelaenomenodera pulchella
Coelaenomenodera pulchella is een keversoort uit de familie bladkevers (Chrysomelidae). De wetenschappelijke naam van de soort werd in 1852 gepubliceerd door Charles Coquerel.